# Serres del Garriol
La Serres del Garriol és una serra situada als municipis de Colldejou i Pratdip al Baix Camp, amb una elevació màxima de 608 metres.